# Borzymy
Borzymy (deutsch Borszymmen, 1936–1938 Borschymmen, 1938–1945 Borschimmen) ist ein zur Gemeinde Kalinowo (Kallinowen, 1938–1945 Dreimühlen) zählendes Dorf im östlichen Masuren in der polnischen Woiwodschaft Ermland-Masuren, Powiat Ełcki (Kreis Lyck). 

## Geographische Lage
Borzymy befindet sich sechs Kilometer südöstlich der Ortschaft Kalinowo im Osten der Woiwodschaft Ermland-Masuren, 22 Kilometer östlich der Kreisstadt Ełk (Lyck).

## Geschichte
Schon in vorgeschichtlicher Zeit befand sich im Raum Borzymy eine Siedlung, wie sich anhand eines 1937 südöstlich des Dorfes entdeckten steinzeitlichen Flachgräberfeldes mit zahlreichen Beigaben für die Toten belegen lässt.
Erstmals urkundlich erwähnt wurde das Dorf 1495 als Handfeste. Als offizielles Gründungsjahr gilt 1503, als ein Gregor Borzym hier Land vom Hochmeister Friedrich von Sachsen überschrieben bekam. 
1656 fielen die mit Polen verbündeten Tataren in Borszymmen ein und sorgten für starke Zerstörung und den Verlust eines großen Teiles der Dorfbevölkerung.
1817 wurde die Kirche von Lyssewen (polnisch Lysewo) nach Borszymmen verlegt, nachdem der dortige Kirchenbau 1803 abgebrannt war.
Am 27. Mai 1874 wurde im Zuge einer preußischen Gemeindereform ein Amtsbezirk Borczymmen (ab 1881: Amtsbezirk Borszymmen) neu gebildet, der die Gemeinden Borczymmen, Jendreyken, Lyssewen, Przepiorken, Skrzypken und Stosznen und den Gutsbezirk Romotten umfasste. 1908 wurden zusätzlich die Gemeinden Duttken, Gronsken und Romanowen sowie des Gutsbezirks Imionken vom Amtsbezirk Dluggen in den Amtsbezirk Borszymmen umgegliedert.
1895 hatte Borszymmen 740 Einwohner, von denen 652 evangelisch, 23 katholisch und 65 anderer Konfessionen waren. Als Sprachzugehörigkeit gaben 421 Deutsch, 200 Masurisch und 10 Polnisch an.
Im Oktober 1913 wurde Borszymmen mit der Kreisstadt Lyck durch eine Linie der Lycker Kleinbahnen verbunden, die für kurze Zeit hier ihren Endpunkt hatte und dann in Richtung Kallinowen und Thurowen (1938–1945 Auersberg) verlängert wurde.
1914 entstand in Borszymmen ein bis in die heutige Zeit bestehender Soldatenfriedhof für Gefallene des Ersten Weltkriegs.
Aufgrund der Bestimmungen des Versailler Vertrags stimmte die Bevölkerung im Abstimmungsgebiet Allenstein, zu dem Borszymmen gehörte, am 11. Juli 1920 über die weitere staatliche Zugehörigkeit zu Ostpreußen (und damit zu Deutschland) oder den Anschluss an Polen ab. In Borszymmen stimmten 500 Einwohner für den Verbleib bei Ostpreußen, auf Polen entfiel keine Stimme.
1931 umfasste der Amtsbezirk Borszymmen die Landgemeinden Borszymmen, Duttken, Geigenau (ehemals Skrzypken), Gronsken, Jendreyken, Lyssewen, Romanowen, Stosznen und Wachteldorf (ehemals Przepiorken).
1933 waren in Borszymmen 717 Einwohner verzeichnet. 
Am 12. Februar 1936 wurde offiziell die Schreibweise von Borszymmen in Borschymmen geändert. 
Am 3. Juni (amtlich bestätigt am 16. Juli) des Jahres 1938 wurde im Zuge der Eindeutschung masurischer Ortsnamen die Schreibweise nochmals in Borschimmen modifiziert.
1939 hatte Borschimmen nur noch 684 Einwohner.
Nach Ende des Zweiten Weltkriegs 1945 fiel Borschimmen an Polen. Die ansässige deutsche Bevölkerung wurde, soweit sie nicht geflüchtet war, nach 1945 größtenteils vertrieben bzw. ausgesiedelt und neben der angestammten masurischen Minderheit durch Neubürger aus anderen Teilen Polens ersetzt. Der Ort Borschimmen wurde in der polnischen Schreibweise in Borzymy umbenannt.
Von 1975 bis 1998 gehörte Borzymy zur damaligen Woiwodschaft Suwałki; 1999 kam es zur neu gebildeten Woiwodschaft Ermland-Masuren.
Am 22. Juni 2003 wurde in Borzymy das 500-jährige Bestehen des Dorfes mit einer Veranstaltung gewürdigt, in der ehemalige und heutige Bewohner zusammenkamen. Der alte Dorffriedhof wurde dazu teilweise wieder hergerichtet und erhielt ein Denkmal, das auf Polnisch und Deutsch an die Toten erinnert.
Heute ist Borzymy ein Dorf mit Sitz eines Schulzenamtes (polnisch Sołectwo) und somit eine Ortschaft im Verbund der Landgemeinde Kalinowo (Kallinowen, 1938–1945 Dreimühlen).

## Religionen

### Evangelisch
Im Jahr 1803 wurde Borczymmen Sitz einer Pfarrei, die man von Lyssewen (polnisch Lisewo) hierher verlegte; im Jahr 1817 wurde hier der Neubau einer Kirche eingeweiht. Das Kirchspiel Borszymmen gehörte bis 1945 zum Kirchenkreis Lyck in der Kirchenprovinz Ostpreußen der Evangelischen Kirche der Altpreußischen Union. Im Jahr 1905 wurde der Pfarrei die Filialkirche in Prawdzisken (1934–1945 Reiffenrode, polnisch Prawdziska) beigelegt. Heute orientieren sich die nur noch wenigen evangelischen Kirchenglieder zur Kirchengemeinde in der Kreisstadt Ełk (Lyck), einer Filialgemeinde der Pfarrei in Pisz (deutsch Johannisburg) in der Diözese Masuren der Evangelisch-Augsburgischen Kirche in Polen.

### Römisch-katholisch
Vor 1945 lebten in Borszymmen nur wenige Katholiken. Das änderte sich in Borzymy nach 1945. Die polnischen meist katholischen Neusiedler nahmen die bisher evangelische Kirche in ihre Nutzung und bildeten eine eigene Gemeinde, die 1992 offiziell für selbständig erklärt wurde. Sie gehört zum Dekanat der – bereits in der Woiwodschaft Podlachien gelegenen – Stadt Rajgród im Bistum Ełk der Römisch-katholischen Kirche in Polen.

## Verkehr
Borzymy liegt im Kreuzungspunkt mehrerer Nebenstraßen, die die Landesstraße 16 mit der Landesstraße 61 (in der Woiwodschaft Podlachien) sowie mit dem Umland verbinden. Borzymy ist Bahnstation an der Bahnstrecke Ełk–Turowo (deutsch Lyck–Thurowo/Auersberg), die von der Ełcka Kolej Wąskotorowa (ehemals Lycker Kleinbahnen) betrieben, vorerst allerdings nicht befahren wird.

## Sehenswürdigkeiten
- Mutter Gottes von der immerwährenden Hilfe, umgewidmete Kirche aus dem 19. Jahrhundert